# Маккінлі (округ, Нью-Мексико)
Шаблон:StateAbbr_ 35°35′ пн. ш. 108°16′ зх. д. / 35.58° пн. ш. 108.26° зх. д.
Округ  Маккінлі (англ. McKinley County) — округ (графство) у штаті  Нью-Мексико, США. Ідентифікатор округу 35031.

## Історія
Округ утворений 1901 року.

## Демографія
За даними перепису 
2000 року 
загальне населення округу становило 74798 осіб, зокрема міського населення було 28973, а сільського — 45825.
Серед мешканців округу чоловіків було 36146, а жінок — 38652. В окрузі було 21476 домогосподарств, 16679 родин, які мешкали в 26718 будинках.
Середній розмір родини становив 3,99.
Віковий розподіл населення поданий у таблиці:
| Стать    | До 15 років | 15-21 | 22-29 | 30-39 | 40-49 | 50-65 | 65-85 | Понад 85 |
| -------- | ----------- | ----- | ----- | ----- | ----- | ----- | ----- | -------- |
| Чоловіки | 11851       | 4627  | 3674  | 5067  | 4650  | 4054  | 2022  | 201      |
| Жінки    | 11833       | 4535  | 3941  | 5518  | 5288  | 4600  | 2552  | 385      |

## Суміжні округи
- Сан-Хуан — північ
- Сандовал — схід
- Сібола — південь
- Апачі, Аризона — захід

## Виноски
1. ↑  U.S. Decennial Census. United States Census Bureau. Архів оригіналу за 26 квітня 2015. Процитовано 2 січня 2015.
2. ↑  Historical Census Browser. University of Virginia Library. Архів оригіналу за 11 серпня 2012. Процитовано 2 січня 2015.
3. ↑  Population of Counties by Decennial Census: 1900 to 1990. United States Census Bureau. Архів оригіналу за 16 квітня 2015. Процитовано 2 січня 2015.
4. ↑  Census 2000 PHC-T-4. Ranking Tables for Counties: 1990 and 2000 (PDF). United States Census Bureau. Архів оригіналу (PDF) за 18 грудня 2014. Процитовано 2 січня 2015.
5. ↑  State & County QuickFacts. United States Census Bureau. Архів оригіналу за 6 червня 2011. Процитовано 30 вересня 2013.(англ.) Наведено за англійською вікіпедією.
6. ↑  American FactFinder. Бюро перепису населення США. Архів оригіналу за 26 лютого 2012. Процитовано 31 січня 2008.

| США | Це незавершена стаття з географії США. Ви можете допомогти проєкту, виправивши або дописавши її. |